# Lionel Giraud
Lionel Giraud, né en 1978 à Narbonne, est un chef cuisinier français, doublement étoilé au Guide Michelin depuis 2020 pour son restaurant La Table Lionel Giraud situé à Narbonne.

## Biographie
Lionel Giraud est le fils de Claude Giraud, double étoilé Michelin de 1987 à 1991. Il commence ses études à l’école Hôtelière du Sacré Cœur à Saint Chély d’Apcher.
A 18 ans, il intègre l’Hôtel Le Crillon et son restaurant Les Ambassadeurs au côté du Chef Christian Constant alors doublement étoilé. Cette escapade Parisienne s’est ensuite poursuivie au Ritz et son restaurant L’Espadon aux côtés du Chef Guy Legay.
Après ces premières expériences, il revient dans le sud à Grasse chez le Chef Jacques Chibois et son restaurant La Bastide Saint Antoine. Puis au restaurant 3 étoiles Les Prés d'Eugénie, chez Michel Guérard.
En 2004, il revient à Narbonne pour reprendre La Table Saint Crescent en tant que Chef à une période où le restaurant est alors dans une mauvaise passe. Une passation qui s’est faite jusqu’en 2008 où il devient officiellement directeur du restaurant familial.
En 2020 le Chef Lionel Giraud fait l’acquisition de la cave attenante au restaurant afin de dédier ce nouvel espace à sa vision de la gastronomie. La Table Saint Crescent devient alors La Table Lionel Giraud. Côté cave, le vin est toujours omniprésent mais une partie restauration vient s’ajouter pour devenir La Cave à Vin & à Manger. Ces deux entités forment La Maison Saint Crescent.
En 2021, il est invité pour la 12éme saison de Top Chef diffusée sur M6 afin de proposer une épreuve aux participants.

## Distinctions
En 2005, il gagne sa première étoile au Guide Michelin.
En 2006 il reçoit le prix de "Grand de Demain" par le Gault & Millau.
En 2011, le Gault & Millau lui attribut 4 toques et la note de 17/20.
En 2018 il reçoit le Trophée Gault & Millau d'Or Sud-Ouest.
En 2020, il gagne sa seconde étoile au Guide Michelin.